# 柏格理
柏格理（英語：Samuel Pollard，1864年4月20日—1915年9月16日），英国卫理公会传教士，滇东北老苗文的创建者之一，著名社会改良实践者。

## 生平
柏格理出生于英国西南部康沃尔的小鎮——卡米爾福特的一个牧师家庭，父母都是虔誠的基督徒，並且父親和爺爺都是巡迴傳道人，其中柏格理的爺爺曾經與約翰·衛斯理一起騎馬穿梭與康沃爾郡的每一個角落傳揚福音，也是衛斯理公會分會（聖經基督教教會）的創始人。
柏格理從小就在濃厚的基督教文化氛圍中成長，四歲時母親就用福音單張作為教材教柏格理讀書，9歲時隨父親到康沃爾南部的佩里恩小鎮就讀小學，13歲時進入教會學校（希博爾公學），在學校裡熱愛體育活動，擅長足球、游泳等項目。
柏格理在1875年1月12日受洗後，就夢想成為像父親和爺爺一樣的傳道人，但是後來因為家庭的貧窮生活，柏格理決定放棄做傳道人的理想，轉而以讓家庭富裕為目標，立志要當公务员，並於1881年以全英國第三名的成績通過公務員考試，來到倫敦成為英國郵政銀行的一名公務員。
但他在1885年参加的一次教會会议改变了他的理想。1885年，前往非洲宣教的英國宣教士大衛·李文斯頓的傳奇故事在英國風靡一時，柏格理聽到李文斯頓的事跡後，決心奉獻給主，並於同年在參加由中國內地會的哈德森·泰勒（戴德生）博士所舉辦的海外宣教會議時，決定獻身到中國宣教。1885年柏格理从此投身于宣教事业。
1887年1月27日，年僅24歲的柏格理和他的同學邰慕廉乘船從荷蘭南部的提爾堡出發，同年3月14日到達上海吳淞口。經過艱苦的語言學習，柏格理和邰慕廉於1887年11月12日繼續出發，歷經艱險，他終於在1888年進入中国云南境內，1892年，他在昭通负责当地的宣教事宜。1905年，他应苗族一个分支大花苗的邀请，前往石门坎宣教。
在石门坎期间，柏格理不但成功的使当地苗民皈依基督教，还在当地建立了一系列的医院、学校和其他公用设施。他与当地苗民从速记符号中（一说，从苗民传统服装的图案）获得灵感，为苗语创建了一套被称为“滇东北老苗文”的书写系统，时至今日，这套书写系统仍然被不少苗民使用。他还设法改良当地风俗，引入各种体育、文化活动，使得石门坎这个偏远苗寨一度成为中国西南部最为先进文明的地区之一。
1915年，石门坎地区流行伤寒，柏格理在照顾病人时不幸染病身亡。

## 教育

### 興建學校
在柏格理來到石門坎之前，苗族備受漢人欺壓，也沒有自己的學校，柏格理來到石門坎後，在宣教和修建教堂的同時，也開始修建學校，開班授課。相傳1904年，柏格理在石門坎向彝族土目安榮之求購土地，原本安榮之並不想出售土地，但是柏格理卻承諾只要購買“一張牛皮”的地，安榮之欣然答應。但是柏格理機智的將牛皮剪成細絲，竟然量出八十多畝的土地，這便是柏格理在石門坎興建教堂和學校的土地。擁有土地之後，柏格理就帶領當地的苗族百姓集資100萬個銅板修建學校和教堂，1905年建成第一所新式教育的苗族小學（1912年命名為“光華小學”），吸引雲南各地的苗族學生前來就讀。1908年，柏格理回到英國募集2000英鎊，之後回到石門坎修建了可容納200人的學校，並相繼修建了宿舍、足球場和游泳池等設施。

### 創立文字
苗族自古以來沒有文字，傳承都是依靠口口相傳，於是柏格理與漢族基督徒李斯蒂文和苗族基督徒楊雅各等人一起研究，結合苗族傳統服裝上的花紋和拉丁字母，於1905年為苗族創立了屬於自己的語言，並且在苗族學校中實行苗語、漢語、英語三語教學，並用苗文編制了《苗文基礎》、《苗文原始讀本》等書作為教材，接著又使用苗文翻譯《聖經》發給當地信徒。

### 教育奇跡
自柏格理興建學校以來，當地的孩子終於可以接受到良好的教育，這些學校為當地的苗族和彝族培育出了許多優秀的人才。據統計，1905到1945年間，這些學校培養出超過四千位小學生，數百位初高中生，三十多位大學生和四位博碩士，將貧窮落後的烏蒙山區變為海內外學者口中的“西南苗族最高文化區”、“文化聖地”，實乃教育界之奇跡。

## 著作
- 柏格理（与Henry Smith和F J Dymond合著）（1909年）：苗族的故事
- 柏格理（1921年）：在未知的中国：一个先锋传教士的观察、探险和体验
- 柏格理（R Elliott Kendall编辑）（1954年）：大地之眼：柏格理日记